# Lloyd Neal
Lloyd Neal (Talbotton, Georgia, 10 de diciembre de 1950) es un exjugador de baloncesto estadounidense que jugó durante 7 temporadas en la NBA. Con 2.01 metros de altura, lo hacía en la posición de ala-pívot.

## Trayectoria deportiva

### Universidad
Jugó cuatro temporadas con los Tigers de la Universidad de Tennessee State, donde promedió 24,1 puntos y 17,9 rebotes por partido. Acabó su carrera como segundo mejor anotador y mejor reborteador histórico de la universidad. Fue elegido en su última temporada en el mejor quinteto de la División II de la NCAA.

### Profesional
Fue elegido en la trigésimo primera posición del Draft de la NBA de 1972 por Portland Trail Blazers, y también por Utah Stars de la ABA, eligiendo la primera opción. En su primera temporada se hizo rápidamente con el puesto de titular, acabando la temporada con unos promedios de 13,4 puntos y 11,8 rebotes por partido, lo que le hizo ganarse un puesto en el mejor quinteto de rookies de la NBA, acabando en segunda posición tras Bob McAdoo en las votaciones para otorgar el premio de rookie del año.
En las tres siguientes temporadas las lesiones empezaron a hacer estragos en él, perdiéndose casi 60 partidos en ellas. En la temporada 1976-77 colaboró con 6,8 puntos y 4,4 rebnotes por partido en la consecución del primer título en la historia de los Blazers. Jugó una temporada completa más a un buen nivel, pero tras haberse disputado tan sólo 4 partidos de la temporada 1978-79 anunció su retirada debido a sus constantes lesiones. En el total de su carrera profesional promedió 11,1 puntos y 7,7 rebotes, siendo el primer jugador de Portland a quien se le retiró su camiseta con el número 36 como homenaje.

## Estadísticas de su carrera en la NBA

### Temporada regular
| Temp.   | Edad | Equipo   | Liga | P   | TIT | MIN  | TC  | TCA  | %TC  | 3P | 3PA | %3P | TL  | TLA | %TL   | R.OF. | R.DEF. | REB  | ASIS | ROB | TAP | PER | FP  | PTS  |
| 1972-73 | 22   | Portland | NBA  | 82  |     | 33.2 | 5.5 | 11.2 | .494 |    |     |     | 2.3 | 3.6 | .638  |       |        | 11.8 | 1.8  |     |     |     | 3.7 | 13.4 |
| 1973-74 | 23   | Portland | NBA  | 80  |     | 19.0 | 3.1 | 6.3  | .490 |    |     |     | 1.5 | 2.1 | .696  | 1.9   | 4.3    | 6.2  | 1.1  | 0.6 | 0.9 |     | 2.4 | 7.6  |
| 1974-75 | 24   | Portland | NBA  | 82  |     | 27.8 | 5.0 | 10.6 | .471 |    |     |     | 2.3 | 3.6 | .641  | 2.3   | 6.1    | 8.4  | 1.7  | 0.5 | 1.1 |     | 2.9 | 12.3 |
| 1975-76 | 25   | Portland | NBA  | 68  |     | 34.1 | 6.4 | 13.3 | .481 |    |     |     | 2.7 | 3.9 | .694  | 2.1   | 6.5    | 8.6  | 1.7  | 0.8 | 1.6 |     | 3.7 | 15.5 |
| 1976-77 | 26   | Portland | NBA  | 58  |     | 16.5 | 2.8 | 5.9  | .471 |    |     |     | 1.3 | 2.0 | .675  | 1.5   | 2.9    | 4.4  | 1.0  | 0.1 | 0.6 |     | 2.6 | 6.8  |
| 1977-78 | 27   | Portland | NBA  | 61  |     | 19.2 | 4.5 | 8.9  | .504 |    |     |     | 2.1 | 2.9 | .718  | 1.9   | 4.2    | 6.1  | 1.3  | 0.5 | 0.3 | 1.6 | 2.1 | 11.0 |
| 1978-79 | 28   | Portland | NBA  | 4   |     | 12.0 | 1.0 | 2.8  | .364 |    |     |     | 0.3 | 0.3 | 1.000 | 0.5   | 1.8    | 2.3  | 0.3  | 0.0 | 0.3 | 1.5 | 1.8 | 2.3  |
| Total   |      |          | NBA  | 435 |     | 25.3 | 4.6 | 9.4  | .485 |    |     |     | 2.0 | 3.0 | .672  | 1.9   | 4.9    | 7.7  | 1.5  | 0.5 | 0.9 | 1.6 | 2.9 | 11.1 |

### Playoffs
| Temp.   | Edad | Equipo   | Liga | P  | MIN | TCA | TC | 3PA | 3P | TLA | TL | R.OF. | REB | ASIS | ROB | TAP | PER | FP | PTS | %TC  | %3P | %FT   | MIN  | PTS | REB | AST |
| 1976-77 | 26   | Portland | NBA  | 19 | 206 | 30  | 63 |     |    | 17  | 26 | 21    | 70  | 17   | 2   | 8   |     | 34 | 77  | .476 |     | .654  | 10.8 | 4.1 | 3.7 | 0.9 |
| 1977-78 | 27   | Portland | NBA  | 3  | 47  | 7   | 21 |     |    | 1   | 1  | 2     | 11  | 2    | 0   | 4   | 6   | 5  | 15  | .333 |     | 1.000 | 15.7 | 5.0 | 3.7 | 0.7 |
| Total   |      |          | NBA  | 22 | 253 | 37  | 84 |     |    | 18  | 27 | 23    | 81  | 19   | 2   | 12  | 6   | 39 | 92  | .440 |     | .667  | 11.5 | 4.2 | 3.7 | 0.9 |